# Purísima del Progreso
Purísima del Progreso es una localidad del estado mexicano de Guanajuato. Es parte del municipio de Irapuato.

## Demografía
| Gráfica de evolución demográfica |
|                                  |

| Censo | Población |
| ----- | --------- |
| 1980  | 671       |
| 1990  | 1 531     |
| 2000  | —         |
| 2010  | 1 932     |
| 2020  | 2 285     |